# ChangesTwoBowie
Albums de David Bowie
Scary Monsters (and Super Creeps)
(1980) Christiane F.
(1981)
Singles
1. Wild Is the Wind
Sortie : novembre 1981

ChangesTwoBowie est une compilation de David Bowie parue en 1981, qui fait suite à ChangesOneBowie, parue cinq ans auparavant, en 1976. Elle ne se limite cependant pas à la carrière de Bowie après cette date, reprenant des chansons plus anciennes.
Cette compilation a été conçue par la maison de disques RCA Records sans consulter le chanteur. Un single en est tiré, Wild Is the Wind, parue à l'origine sur l'album Station to Station en 1976. Un clip est réalisé par David Mallet pour promouvoir le 45 tours.

## Titres
Toutes les chansons sont écrites et composées par David Bowie, sauf Wild Is the Wind (Dimitri Tiomkin, Ned Washington).
| 1. | Aladdin Sane (1913–1938–197?)   | 5:08 |
| 2. | Oh! You Pretty Things           | 3:13 |
| 3. | Starman                         | 4:13 |
| 4. | 1984                            | 3:25 |
| 5. | Ashes to Ashes (version single) | 3:39 |

| 6.  | Sound and Vision               | 3:03 |
| 7.  | Fashion (version single)       | 3:24 |
| 8.  | Wild Is the Wind               | 5:59 |
| 9.  | John, I'm Only Dancing (Again) | 6:59 |
| 10. | DJ                             | 3:23 |